# Malato ossidasi
La malato ossidasi è un enzima appartenente alla classe delle ossidoreduttasi, che catalizza la seguente reazione:
(S)-malato + O2 ⇄ ossaloacetato + H2O2
L'enzima è una flavoproteina (utilizza il FAD).